# Oneseat.eu

oneseat.eu es una campaña de recogida de firmas en línea para que el Parlamento Europeo mantenga la sede de Bruselas y cierre la de Estrasburgo. Esta campaña empezó por Cecilia Malmström, una eurodiputada sueca de Partido Europeo Liberal Demócrata Reformista, en abril del 2006. El 7 de septiembre de 2006 ya habían firmado 958 484 personas.
Sin embargo, se necesitan 1 000 000 de firmas, según el Artículo 47 del Tratado por el que se establece una Constitución para Europa que se está ratificando y que trata sobre la democracia participativa, que es apoyado por la Comisión Europea.
La petición fue establecida en respuesta al gasto anual de 200 millones de euros provenientes de los Contribuyentes de la Unión Europea, debido al movimiento del Parlamento de Bruselas a Estrasburgo durante cuatro días cada mes. Muchos MEPS están opuestos al movimiento cada mes y han puesto sus nombres a la petición.